# Jean-Louis Guez de Balzac
Jean-Louis Guez de Balzac (Angoulême, 31 maggio 1597 – Angoulême, 8 febbraio 1654) è stato uno scrittore francese, uno degli autori che più hanno contribuito a riformare la lingua francese e perciò soprannominato "il restauratore della lingua francese".

## Biografia
Era figlio del sindaco di Angoulême, Jean-Louis Guez che, fatto nobile, aggiunse il nome del feudo di Balzac, sulla riva della Charente, dove fece costruire il proprio castello.
Dopo aver studiato dai gesuiti, Guez de Balzac nel 1612 s'iscrisse all'Università di Leida dove fu compagno di studi di e probabilmente l'amante di Théophile de Viau al quale rivolgerà in seguito amare recriminazioni. Fu poi segretario del duca di Épernon a Metz e, passati due anni a Roma, dal 1621 al 1623 in qualità di messo del cardinal de La Valette, si stabilì a Parigi dove si fece conoscere per le sue lettere, indirizzate a conoscenti e a personaggi in vista della Corte, che gli guadagnarono un'alta considerazione. Notato da Richelieu, ottenne l'impiego di storiografo e l'incarico di consigliere reale, guadagnando una pensione di 2.000 franchi.
Nel 1624 apparve il primo volume delle sue Lettere, accolto con grandi elogi. Soprannominato «il gran grafomane», divenne l'oracolo dell'Hôtel de Rambouillet, che frequentò, fra gli altri, con Chapelain, Malherbe e Boisrobert. Ma l'orgoglio, giudicato un segno di libertinismo, che caratterizzava le sue Lettres, lo renderà il bersaglio degli attacchi del gesuita François Garasse. L'anno dopo, accusato di aver plagiato autori antichi e moderni, fu attaccato da Jean Goulu, superiore dell'Ordine dei Foglianti, nel pamphlet Lettres de Phyllarque à Ariste del 1627.
La sua naturale vanità si adeguava male tanto agli incessanti attacchi contro le sue opere quanto alle polemiche della vita letteraria parigina; si ritirò così nelle sue terre di Balzac a soddisfare il suo umor nero negli esercizi di pietà che lo fecero chiamare l'«eremita della Charente»: ma tutto questo non gli impedì di corrispondere attivamente con gli amici parigini, rimanendo l'arbitro del buon gusto dello stile letterario.
Pur avendo risposto con scherno alle insistenze di Chapelain e di Boisrobert, sembra che sia stato iscritto d'ufficio all'Académie française nel marzo 1634, divenendone così uno dei primi membri, anche se forse non partecipò a nessuna seduta. Il suo ritiro ad Angoulême lo fece dispensare dal parteciparvi anche se egli vi istituì il primo premio d'eloquenza del valore di 2.000 franchi.
Questo ipocondriaco distribuì alla fine della vita tutti i suoi beni in opere di carità prima di ritirarsi nel convento dei Cappuccini d'Angoulême dove morì in odore di santità, lasciando altre 12 000 franchi all'Ospizio di Angoulême.
Le sue opere si compongono delle Lettres, indirizzate a Conrart, Chapelain e altri, dei Discours, d'Entretiens, di Dissertations littéraires, di brevi trattati, i principali dei quali sono Aristippe ou la Cour, una riflessione sul machiavellismo, Le prince, un'apologia di Luigi XIII e di Richelieu, il Socrate cristiano, saggio di dottrina e morale religiosa e di alcune poesie in francese e in latino.
La sua fama attuale si basa sulle Lettres, una cui prima raccolta apparve nel 1624 e una seconda nel 1636: vi si riscontrano un'eleganza e un'armonia mai prima incontrata in nessun'opera in prosa francese. Benché la sostanza sia piuttosto vuota e affettata, le lettere di Balzac dimostrano una vera maestria di stile introducendo nella prosa francese una chiarezza e una precisione nuove che incoraggiarono a sviluppare il francese attraverso le sue stesse risorse, privilegiando i suoi elementi idiomatici. Gli si può dunque a buon diritto attribuire una riforma della prosa parallela a quella realizzata da Malherbe nella poesia.
Honoré de Balzac lo citerà in uno dei suoi capolavori, Illusioni perdute, all'interno della Commedia umana.

## Opere
- Œuvres diverses (1644). Paris, Honoré Champion 1995 ISBN 2852034867
- Les entretiens (1657). Paris, M. Didier 1972
- Aristippe, ou De la cour (1664)
- Les entretiens de feu monsieur de Balzac (1663)
- Les premières lettres de Guez de Balzac, 1618-1627, Paris, E. Droz 1933-1934
- Œuvres (1665) Genève, Éditions Slatkine 1971
- Œuvres choisies, Paris, Larousse 1936
- Le prince, Éd. Christian Leroy,. Paris, Table ronde 1997 ISBN 2710307502
- Épîtres latines, sous la direction de Jean Jehasse, préface de Bernard Yon, Saint-Étienne, Presses Universitaires de Saint-Étienne 1982